# Sigmund Jähn

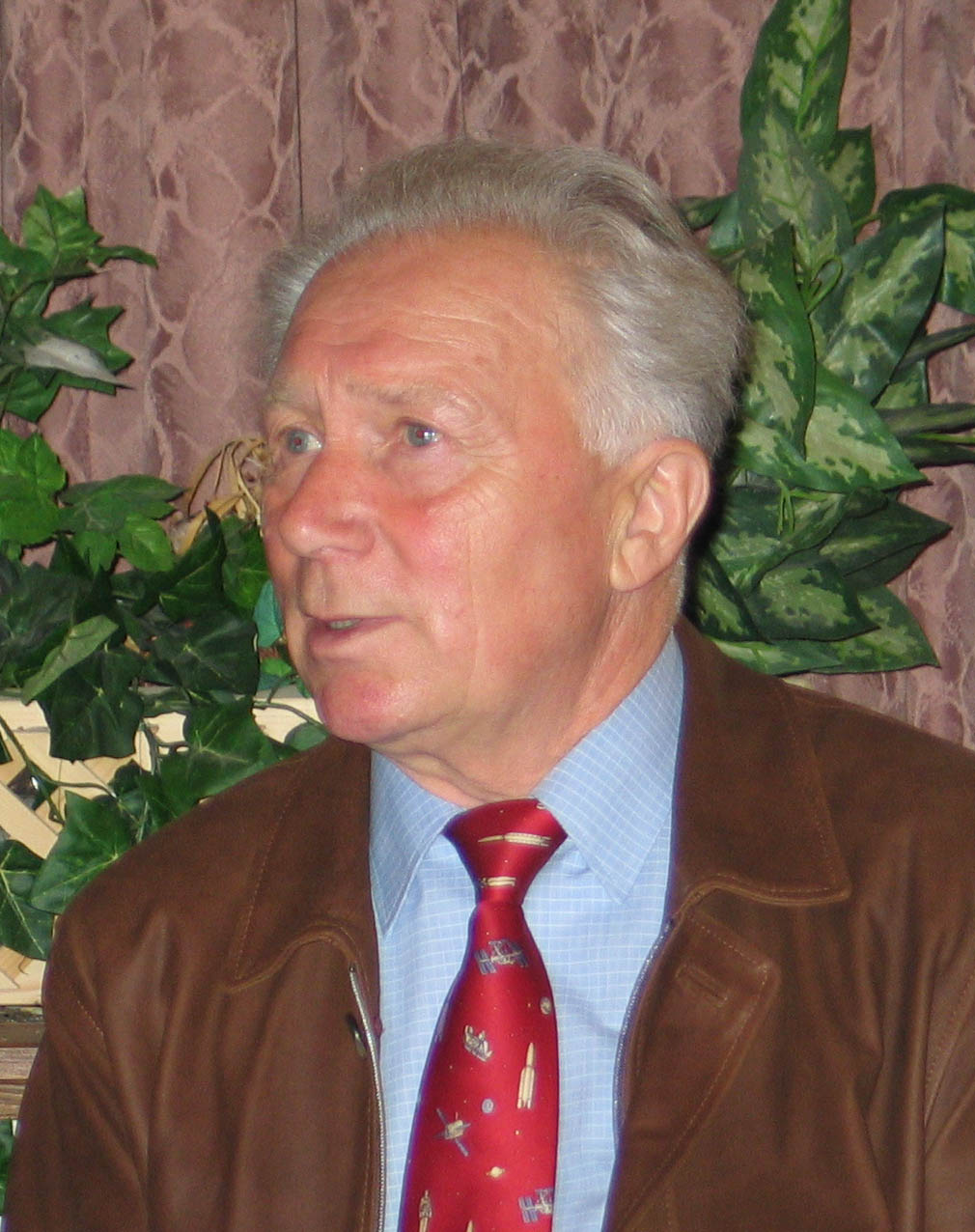
Sigmund Jähn i maj 2004

Sigmund Jähn, född 13 februari 1937 i Morgenröthe-Rautenkranz i Vogtland i Sachsen, Tyskland, död 21 september 2019 i Strausberg i Brandenburg, Tyskland var en tysk (östtysk) rymdfarare (kosmonaut).
Sigmund Jähn ingick i en sovjetisk besättning som 1978 åkte ut i rymden. Jähn blev då den första tysken någonsin i rymden och hyllades som en nationalidol i hemlandet Östtyskland. I långfilmen Good Bye, Lenin! är Jähn den stora idolen för huvudpersonen Alexander Kerner.

## Utbildning
Efter avslutad folkskola gick Jähn 1951–1955 en utbildning till boktryckare. Efter det gjorde han militärtjänsten i Östtysklands flygvapen Luftstreitkräften der DDR och blev sedan pilot på det sovjetiska flygvapnets flottiljer i DDR. 1966–1970 studerade Jähn i den sovjetiska staden Monino på det sovjetiska flygvapnets militärakademi J. A. Gagarin. Han arbetade 1970–1976 som inspektör för jaktpilotutbildningen och för flygsäkerhet i det östtyska flygvapnet.

## Rymdfärd
Från 1976 utbildades Jähn tillsammans med Eberhard Köllner som reserv för en rymdfärd inom ramen för Interkosmosprogrammet i Moskva. Han var även vid den östtyska försvarsmaktens Institut für Luftfahrtmedizin i Königsbrück i Sachsen där han tillsammans med Köllner förbereddes inför den kommande rymdfärden ur medicinsk synvinkel. 26 augusti 1978 flög fysikern (med titeln Diplom-Militärwissenschaftler) och senare till generalmajor utnämnde Jähn tillsammans med Valerij Bykovskij med Sojuz 31 till den sovjetiska rymdstationen Saljut-6. Rymdfärden varade i sju dagar, 20 timmar, 49 minuter och fyra sekunder. Under sina 125 varv runt jorden utförde Jähn ett flertal vetenskapliga experiment. En oväntad hård landning för kapseln Sojuz 29 orsakade permanenta skador på Jähns ryggrad.
Jähns rymdfärd mottogs av stort firande i Östtyskland och behandlades utförligt i östtysk media. Att DDR fått den första tysken i rymden sågs som en prestigeseger. Jähn mottog utmärkelserna som Östtysklands hjälte, Held der DDR, och som Sovjetunionens hjälte. Skolor och fritidshem i Östtyskland fick också hans namn vilket var ovanligt för en ännu levande person. I hans hemstad Morgenröthe-Rautenkranz skapades en utställning om rymdfärden. Den har sedan byggts ut och heter idag Deutsche Raumfahrtausstellung.
År 1983 promoverades Jähn som doktor vid Zentralinstitut für Physik der Erde i Potsdam. Efter 1990 arbetade Jähn som Deutsches Zentrum für Luft- und Raumfahrts rådgivare vid det ryska rymdfararprogrammet. Från och med 1993 var han även aktiv för Europeiska rymdorganisationen som rådgivare. Han levde fram till sin död i Strausberg.